# Список глав государств в 997 году
Список глав государств в 996 году — 997 год — Список глав государств в 998 году — Список глав государств по годам

## Азия
- Аббасидский халифат — Аль-Кадир Биллах, халиф (991 — 1031)
  -  Хамданиды —
    - Саид ад-Даула, эмир (Алеппо) (991 — 1002)
    - Абу-л-Тахир Ибрахим ибн аль-Хасан, эмир (Аль-Джазира) (989 — 997)
    - Абу Абдаллах аль-Хусейн ибн аль-Хасан, эмир (Аль-Джазира) (989 — 997)
- Абхазское царство — Баграт III, царь (978 — 1008)
- Армения —
  - Анийское царство — Гагик I, царь (989 — 1020)
  - Васпураканское царство — Гурген-Хачик, царь (983 — 1003)
  - Карсское царство — Аббас, царь (984 — 1029)
  - Сюникское царство — Смбат I Саакян, царь (987 — 998)
  - Ташир-Дзорагетское царство — Давид I Безземельный, царь (989 — 1048)
- Вайтхали[англ.] — Нга Пин Нга Тон, царь[англ.] (994 — 1018)
- Газневидское государство —
  - Себук-Тегин, эмир (977 — 997)
  - Исмаил ибн Сёбук-тегин, эмир (997 — 998)
- Грузия —
  - Кахетия — Давид, князь[англ.] (976 — 1010)
  - Тао-Кларджети — Гурген, царь (994 — 1008)
    - Давид III, куропалат (Тао) (966 — ок. 1000)
    - Сумбат III, эристави (Кларджети) (993 — 1011)

  - Тбилисский эмират — Али бен Джаффар, эмир (981 — 1032)
- Дайковьет — Ле Дай Хань, император (980 — 1005)
- Дали — Дуань Суин, король (985 — 1009)
- Индия —
  - Венги (Восточные Чалукья) — Джата Чода Бхима, махараджа (973 — 999)
  - Гурджара-Пратихара — Раджапала, махараджа (960 — 1018)
  - Западные Ганги — Рашамалла V, махараджа (986 — 999)
  - Западные Чалукья[англ.] —
    - Тайлапа II, махараджа (973 — 997)
    - Сатьяшрая, махараджа (997 — 1008)

  - Камарупа — Го Пала, махараджадхираджа[англ.] (990 — 1015)
  - Качари[англ.] — Прасанто, царь[англ.] (925 — 1010)
  - Кашмир — Дидда, царица[нем.] (980 — 1003)
  - Одиша (Орисса) — Дармарстха, махараджа[англ.] (ок. 980 — 1005)
  - Пала — Махипала, царь (988 — 1038)
  - Парамара[англ.] — Синдхураджа, махараджа[англ.] (995 — 1010)
  - Соланки — Валлабхараджа, раджа (996 — 1009)
  - Харикела (династия Чандра) — Кальяначандра, махараджадхираджа[англ.] (ок. 975 — ок. 1000)
  - Чера — Баскара Рави Варман I, махараджа (962 — 1019)
  - Чола — Раджараджа Чола I Великий, махараджа (985 — 1014)
  - Ядавы (Сеунадеша) — Бхиллама II, махараджа (985 — 1005)
- Индонезия —
  - Матарам (Меданг) — Дармавангса, шри-махараджа (990 — 1006)
  - Сунда — Прабу Браявисеса, король (989 — 1012)
  - Шривиджая — Шри Кудамани, шри-махараджа (ок. 988 — ок. 1008)
- Иран —
  -  Буиды —
    - Фахр ад-Даула, шаханшах (983 — 997)
    - Баха ад-Даула, шаханшах (997 — 1012)
    - Джибал — Фахр ад-Даула, эмир (983 — 997)
    - Керман — Самсам ад-Даула, эмир (983 — 999)
    - Рей — Маджд ад-Даула, эмир (997 — 1028)
    - Фарс — Самсам ад-Даула, эмир (990 — 998)

  -  Раввадиды — Мамлан I, эмир (988 — 1019)
  -  Саманиды —
    - Нух II, эмир (976 — 997)
    - Мансур II ибн Нух, эмир (997 — 999)

  -  Саффариды — Абу Ахмад Халаф ибн-Ахмад, эмир (963 — 1003)
  -  Табаристан (Баванди) — Шахрияр III, испахбад (985 — 1005)
- Йемен —
  -  Зийядиды — Абдалла ибн Исхак, эмир (981 — ок. 1012)
  - Яфуриды —
    - Абдаллах ибн Кахтан ибн Мухаммад II, имам (963 — 997)
    - Асад II ибн Абдаллах, имам (997)
- Караханидское государство — Али Арслан-хан, хан (970 — 998)
- Китай (Империя Сун) —
  - Тай-цзун (Чжао Куанъи), император (976 — 997)
  - Чжэнь-цзун (Чжао Хэн), император (997 — 1022)
- Кхмерская империя (Камбуджадеша) — Джаяварман V, император (968 — 1001)
- Корея (Корё)  —
  - Сонджон, ван (981 — 997)
  - Мокчон, ван (997 — 1009)
- Ляо — Шэн-цзун, император (982 — 1031)
- Паган — Наун-у Сорэхан, король[англ.] (956 — 1001)
- Раджарата (Анурадхапура) — Сена V, король (991 — 1001)
- Тямпа — Хариварман II, князь (ок.989 — ок. 998)
- Шеддадиды (Гянджинский эмират) — Фадл I ибн Мухаммад, эмир (985 — 1031)
- Ширван — Язид ибн Ахмад, ширваншах (991 — 1027)
- Япония — Итидзё, император (986 — 1011)

## Африка
- Гао — Бай Кай Кими, дья (ок. 990 — ок. 1020)
- Зириды — Бадис ан-Насир, эмир (995 — 1016)
- Канем — Хайома, маи (961 — 1019)
- Килва — Али ибн Башат, султан (ок. 996 — ок. 1001)
- Макурия — Симеон, царь (ок. 980 — ок. 999)
- Фатимидский халифат — Аль-Хаким Биамриллах, халиф (996 — 1021)
- Эфиопия — Иан Сеюм, император (959 — 999)

## Европа
- Англия — Этельред II Неразумный, король (978 — 1013, 1014 — 1016)
- Болгарское царство —
  - Роман II, царь (977 — 997)
  - Самуил, царь (997 — 1014)
- Бургундское королевство (Арелат) — Рудольф III Ленивый, король (993 — 1032)
  - Прованс —
    - Ротбальд II, маркиз (993 — 1008)
    - Гильом II Благочестивый, граф (993 — 1018)
- Венгрия —
  - Геза, князь (надьфейеделем) (972 — 997)
  - Стефан (Иштван) I Святой, князь (надьфейеделем) (997 — 1001)
- Венецианская республика — Пьетро II Орсеоло, дож (991 — 1009)
- Византийская империя — Василий II Болгаробойца, император (963, 976 — 1025)
- Волжская Булгария — Абд ар-Рахман ибн Мумин, хан[англ.] (ок. 980 — ок. 1006)
- Гасконь — Бернар I Гильом, герцог (996 — 1009)
  - Арманьяк — Жеро I Транкалеон, граф (ок. 995 — 1020)
  - Фезансак — Бернар I Одон, граф (ок. 985 — ок. 1020)
- Дания — Свен I Вилобородый, король (986/987 — 1014)
- Дербентский эмират —
  - Маймун I ибн Ахмад, эмир (976 — 997)
  - Мухаммад II ибн Ахмад, эмир (997)
  - Лашкари ибн Маймун, эмир (997 — 1002)
- Дукля — Иван Владимир, жупан (990 — 1016)
- Ирландия — Маэлсехнайлл мак Домнайлл, верховный король (980 — 1002, 1014 — 1022)
  - Айлех — Аэд Мак Домнайлл Уа Нейлл, король (989 — 1004)
  - Дублин — Ситрик IV Шёлковая Борода, король (993 — 994, 995 — 1036)
  - Коннахт — Катал V мак Конхобар, король (973 — 1010)
  - Лейнстер — Доннхад I, король (984 — 1003)
  - Миде — Маэлсехнайлл мак Домнайлл, король (976 — 1022)
  - Мунстер — Бриан Бору, король (978 — 1014)
  - Ольстер — Эохайд мак Ардгайл, король (972 — 1004)
- Испания —
  - Ампурьяс — Уго I, граф (991 — 1040)
  - Барселона — Рамон Боррель I, граф (992 — 1017)
  - Бесалу — Бернардо I Таллаферо, граф (988 — 1020)
  - Вигера — Санчо Рамирес, король (981 — 1002)
  - Кастилия — Санчо Гарсия Законодатель, граф (995 — 1017)
  - Конфлан и Серданья — Вифред II, граф (988 — 1035)
  - Кордовский халифат — Хишам II, халиф (976 — 1009, 1010 — 1013)
  - Леон — Бермудо II Подагрик, король (984 — 999)
  - Наварра — Гарсия II Санчес, король (994 — ок. 1004)
  - Пальярс —
    - Суньер I, граф (948 — ок. 1011)
    - Эрменгол, граф (ок. 995 — 1010)

  - Рибагорса — Исарн I, граф (ок. 990 — 1003)
  - Урхель — Эрменгол I Кордовец, граф (992 — 1010)
- Италия —
  - Амальфи — Мансо I, герцог[англ.] (966 — 1004)
  - Беневенто — Пандульф II Старый, князь (981 — 1014)
  - Гаэта — Иоанн III, герцог[англ.] (984 — 1008)
  - Капуя — Лайдульф, князь (993 — 999)
  - Неаполь —
    - Сергий III, герцог (992 — ок. 997)
    - Иоанн IV, герцог (ок. 997 — 1002)

  - Салерно — Гвемар III, князь (994 — 1027)
- Киевская Русь (Древнерусское государство) — Владимир Святославич, великий князь Киевский (978 — 1015)
  -  Волынское княжество — Всеволод Владимирович, князь (988 — ок. 1010)
  -  Древлянское княжество — Святослав Владимирович, князь (990 — 1015)
  -  Новгородское княжество — Вышеслав Владимирович, князь (988 — ок. 1010)
  -  Полоцкое княжество — Изяслав Владимирович, князь (988 — 1001)
  -  Ростовское княжество — Ярослав Владимирович Мудрый, князь (988 — 1010)
  -  Смоленское княжество — Станислав Владимирович, князь (988 — ок. 1015)
  -  Туровское княжество — Святополк Владимирович Окаянный, князь (988 — 1015)
- Норвегия — Олав I Трюггвасон, король (995 — 1000)
- Папская область —
  - Григорий V, папа римский (996 — 999)
  - Иоанн XVI, антипапа (997 — 998)
- Польша — Болеслав I Храбрый, князь (992 — 1025)
- Португалия —
  - Гонсало I Менендес, граф (ок. 950 — 997)
  - Менендо II Гонсалес, граф (997 — 1008)
- Священная Римская империя — Оттон III, император (996 — 1002)
  - Австрийская (Восточная) марка — Генрих I Сильный, маркграф (994 — 1018)
  - Бавария — Генрих IV, герцог (995 — 1005, 1009 — 1017)
  - Верхняя Лотарингия — Тьерри I, герцог (978 — 1026)
  - Голландия — Дирк III Иерусалимский, граф (993 — 1039)
  - Иврейская марка — Ардуин, маркграф (990 — 1014)
  - Каринтия — Оттон I, герцог (995 — 1004)
  - Люксембург — Зигфрид, граф (963 — 998)
  - Лужицкая (Саксонская Восточная) марка — Геро II, маркграф (993 — 1015)
  - Мейсенская марка — Эккехард I, маркграф (985 — 1002)
  - Намюр — Альберт I, граф (ок. 974 — ок. 1011)
  - Нижняя Лотарингия — Оттон II, герцог (991 — ок. 1012)
  - Монферрат — Гульельмо III, маркграф (991 — 1042)
  - Рейнский Пфальц — Эццо, пфальцграф (994 — 1034)
  - Саксония — Бернхард I, герцог (973 — 1011)
  - Северная марка — Лотарь III фон Вальбек, маркграф (985 — 1003)
  - Сполето — Конрад Иврейский, герцог (996 — 998)
  - Тосканская марка — Уго I, маркграф (962 — 1001)
  - Чехия — Болеслав II Благочестивый, князь (ок. 967 — 999)
  - Швабия —
    - Конрад I, герцог (983 — 997)
    - Герман II, герцог (997 — 1003)

  - Штирия (Карантанская марка) — Маркварт, маркграф (970 — 1000)
  - Эно (Геннегау) — Готфрид I, граф (974 — 998)
- Сицилийский эмират — Юсуф ибн Абдуллах, эмир (989 — 998)
- Уэльс —
  - Гвент —
    - Родри ап Элисед, король (983 — 1015)
    - Грифид ап Элисед, король (983 — 1015)

  - Гвинед — Маредид ап Оуэн, король (986 — 999)
  - Гливисинг —
    - Хивел ап Оуэн, король (990 — 1043)
    - Рис ап Оуэн, король (990 — 1000)
    - Иестин ап Оуэн, король (990 — 1015)

  - Дехейбарт — Маредид ап Оуэн, король (987 — 999)
- Франция — Роберт II Благочестивый, король (996 — 1031)
  - Аквитания — Гильом V Великий, герцог (995 — 1030)
  - Ангулем — Гильом IV, граф (988 — 1028)
  - Анжу — Фульк III Нерра, граф (987 — 1040)
  - Блуа — Тибо II, граф (995 — 1004)
  - Бретань — Жоффруа I, герцог (992 — 1008)
    - Нант — Юдикаэль, граф (992 — 1004)
    - Ренн — Жоффруа I, граф (992 — 1008)

  - Булонь — Бодуэн II, граф (990 — 1033)
  - Бургундия — Эд Генрих Великий, герцог (965 — 1002)
  - Бургундия (графство) — Отто Гильом, граф (982 — 1026)
  - Вермандуа — Герберт III, граф (987 — ок. 1000)
  - Готия —
    - Раймунд III, граф Руэрга, маркиз (ок. 961 — 1008)
    - Гильом III Тайлефер, маркиз (ок. 978 — 1037)

  - Каркассон — Роже I, граф (ок. 957 — ок. 1012)
  - Макон — Отто Гильом, граф (982 — 1002)
  - Мо и Труа — Этьен I де Блуа, граф (995 — 1022)
  - Мэн — Гуго III, граф (980/992 — 1014)
  - Невер — Ландри де Мансо, граф (989 — 1028)
  - Нормандия — Ричард II Добрый, герцог (996 — 1026)
  - Руссильон — Гислаберт I, граф (991 — 1013)
  - Руэрг — Раймунд III, граф (ок. 961 — 1008)
  - Тулуза — Гильом III Тайлефер, граф (ок. 978 — 1037)
  - Фландрия — Бодуэн IV Бородатый, граф (987 — 1035)
  - Шалон — Гуго I, граф (979 — 1039)
- Хорватия —
  - Степан Држислав, король (969 — 997)
  - Светослав Суронья, король (997 — 1000)
- Швеция — Олаф Шётконунг, король (995 — 1022)
- Шотландия (Альба) —
  - Константин III, король (995 — 997)
  - Кеннет III, король (997 — 1005)

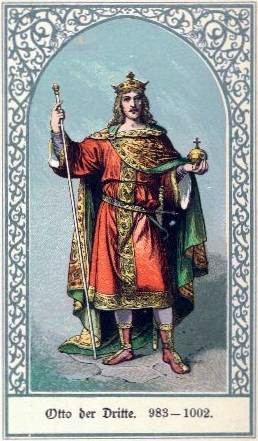
Оттон III 996-1002 Император Священной Римской империи
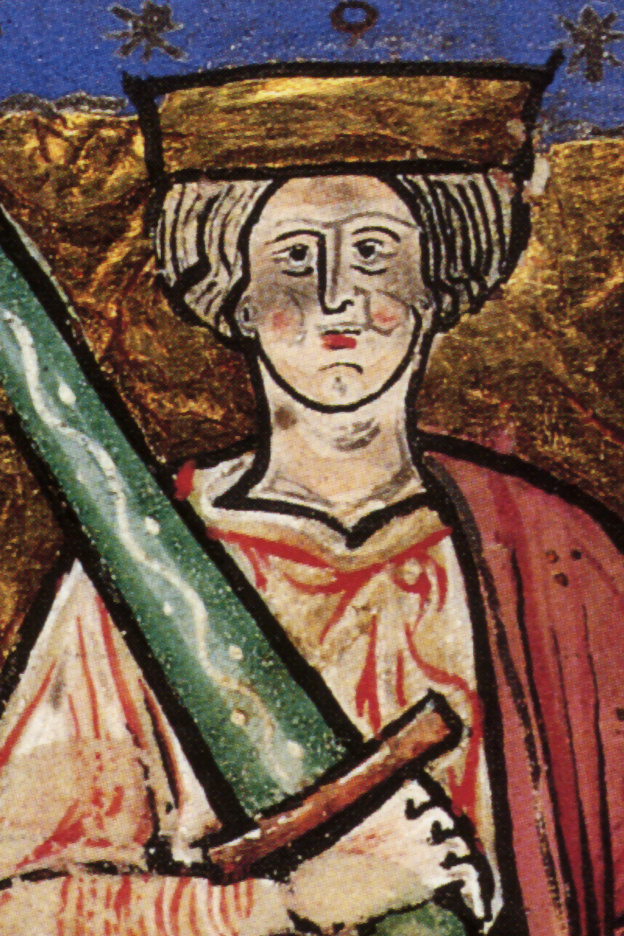
Этельред II Неразумный 978-1013,1014-1016 Король Англии
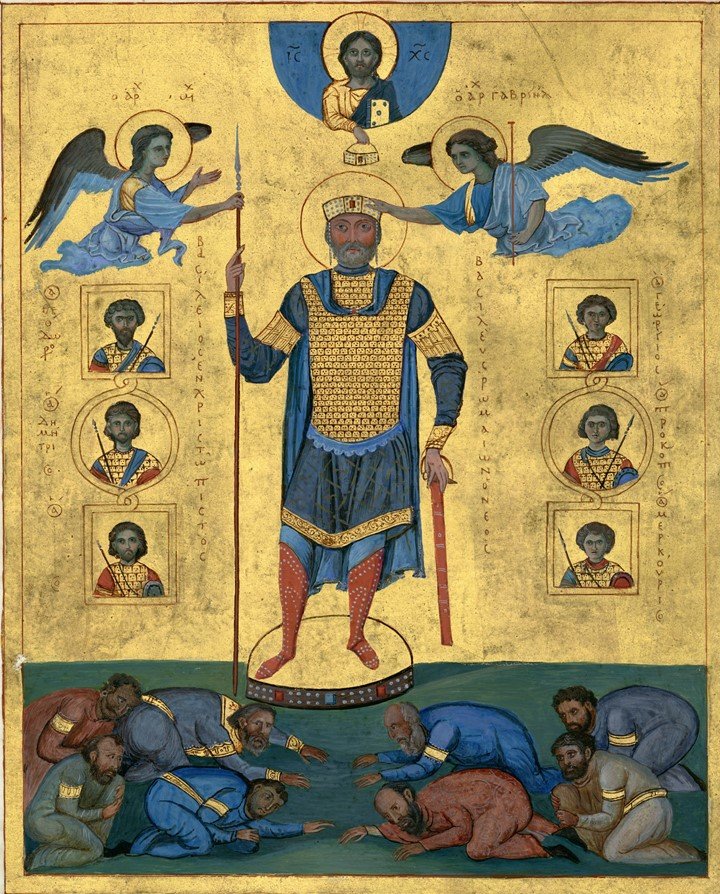
Василий II Болгаробойца 976-1025 Император Византии
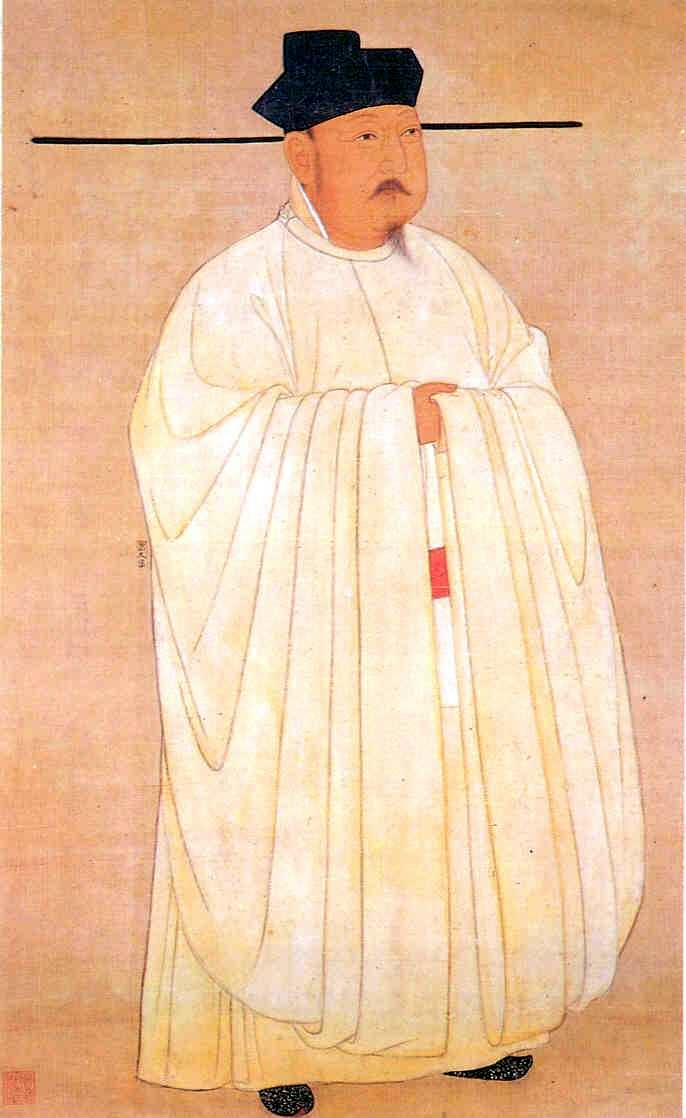
Тай-цзун 976-997 Император Китая
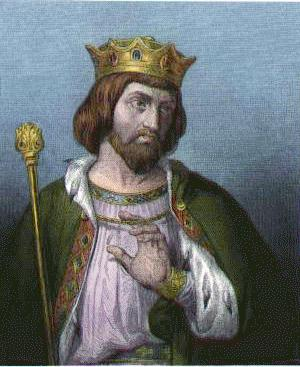
Роберт II Благочестивый 996-1031 Король Франции
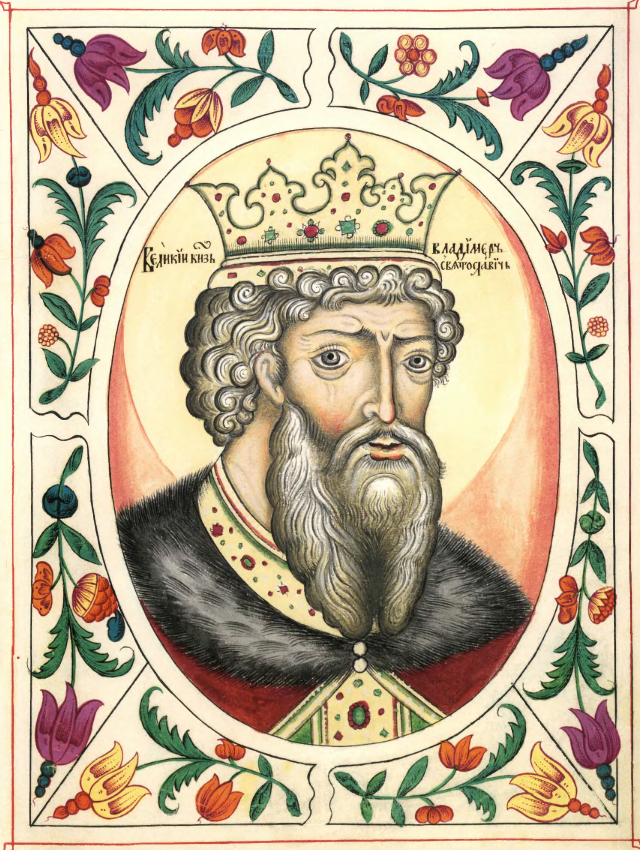
Владимир Святославич 978-1015 Великий князь Киевский
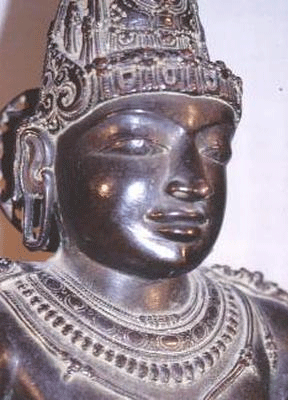
Раджараджа Чола I Великий 985-1014 Махараджа Чола
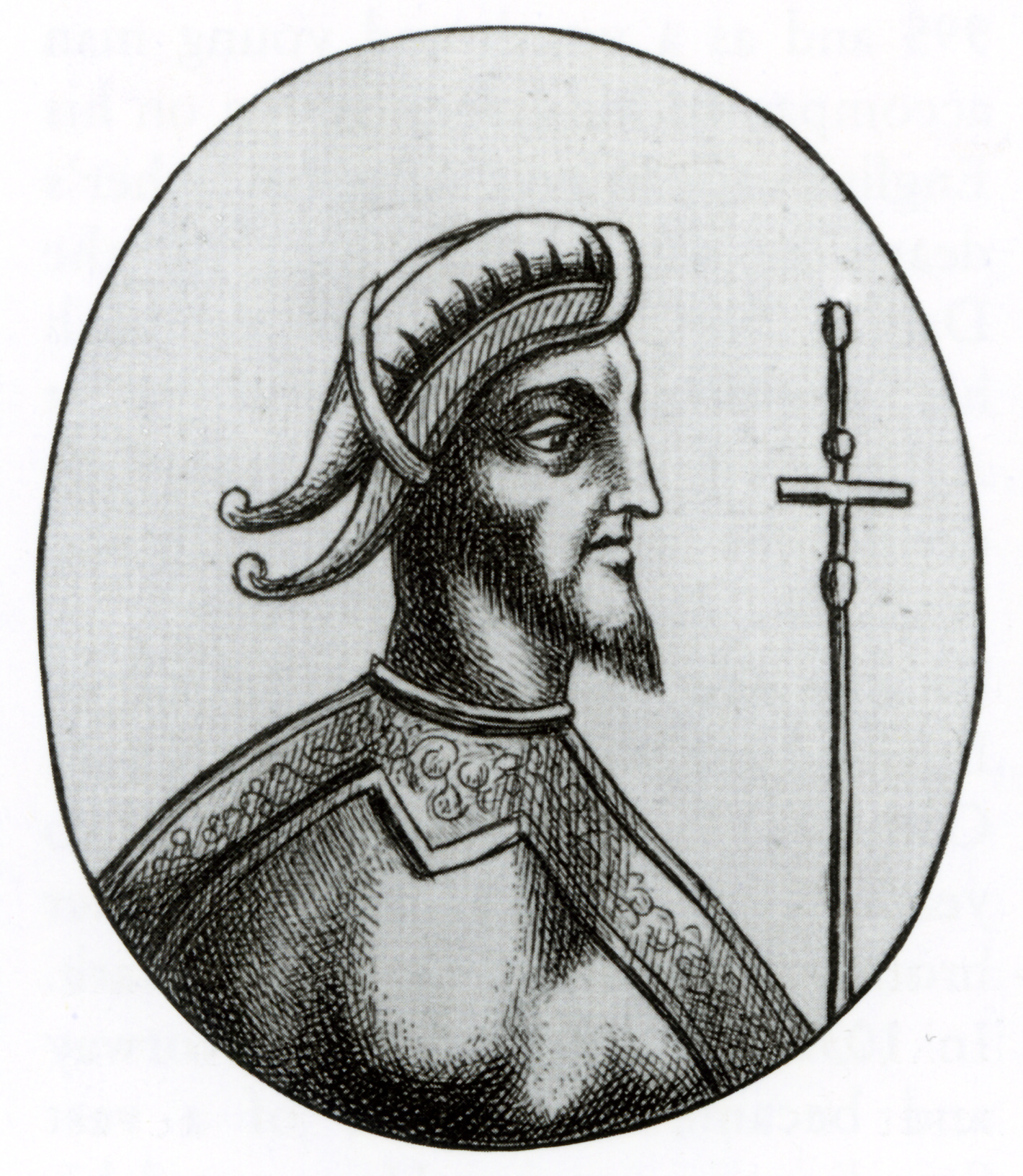
Свен I Вилобородый 987-1014 Король Дании
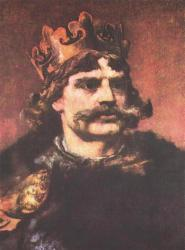
Болеслав I Храбрый 992-1025 Князь Польши
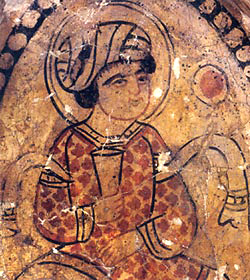
Аль-Хаким Биамриллах 996-1021 Фатимидский халиф
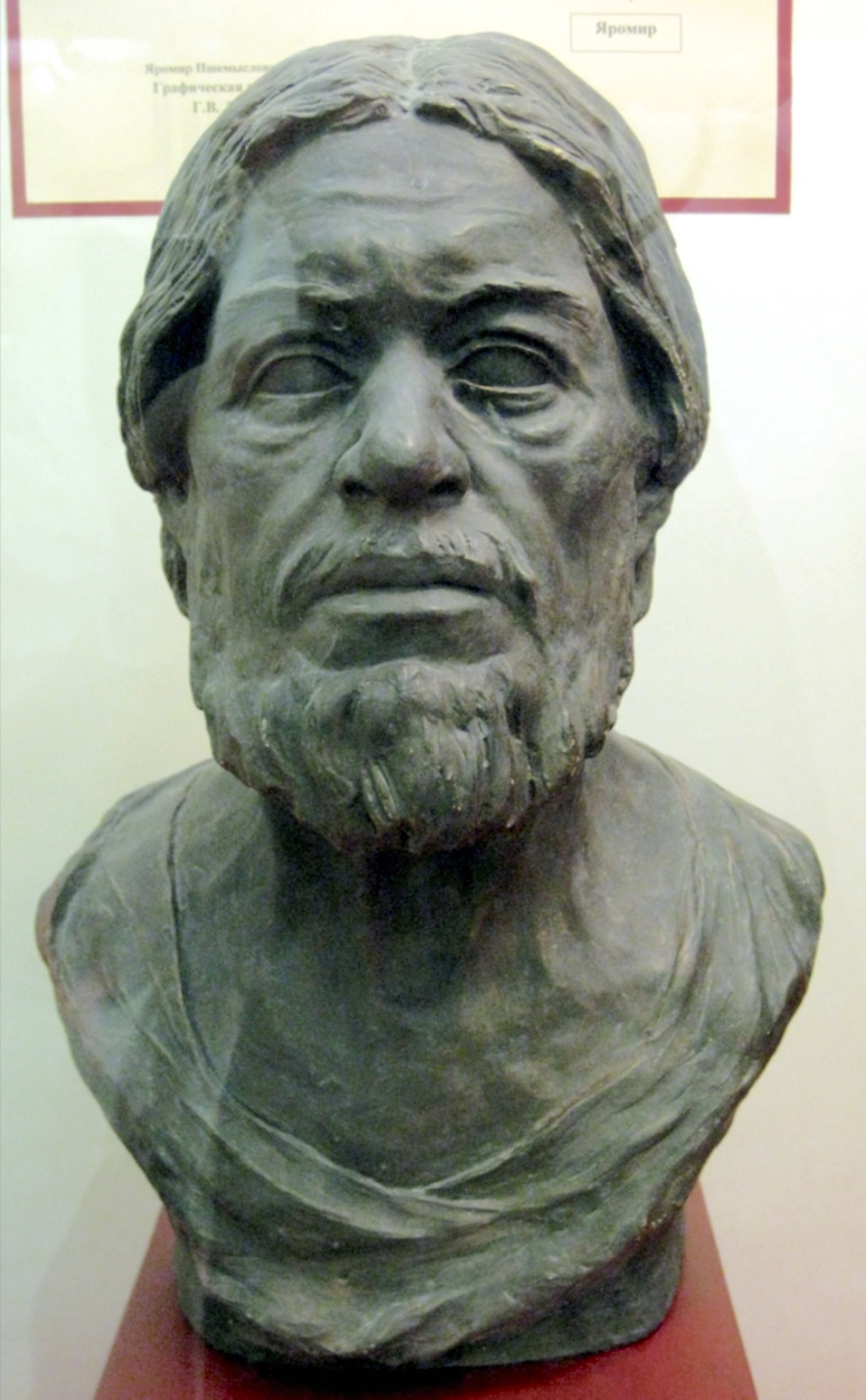
Самуил 997-1014 Царь Болгарии
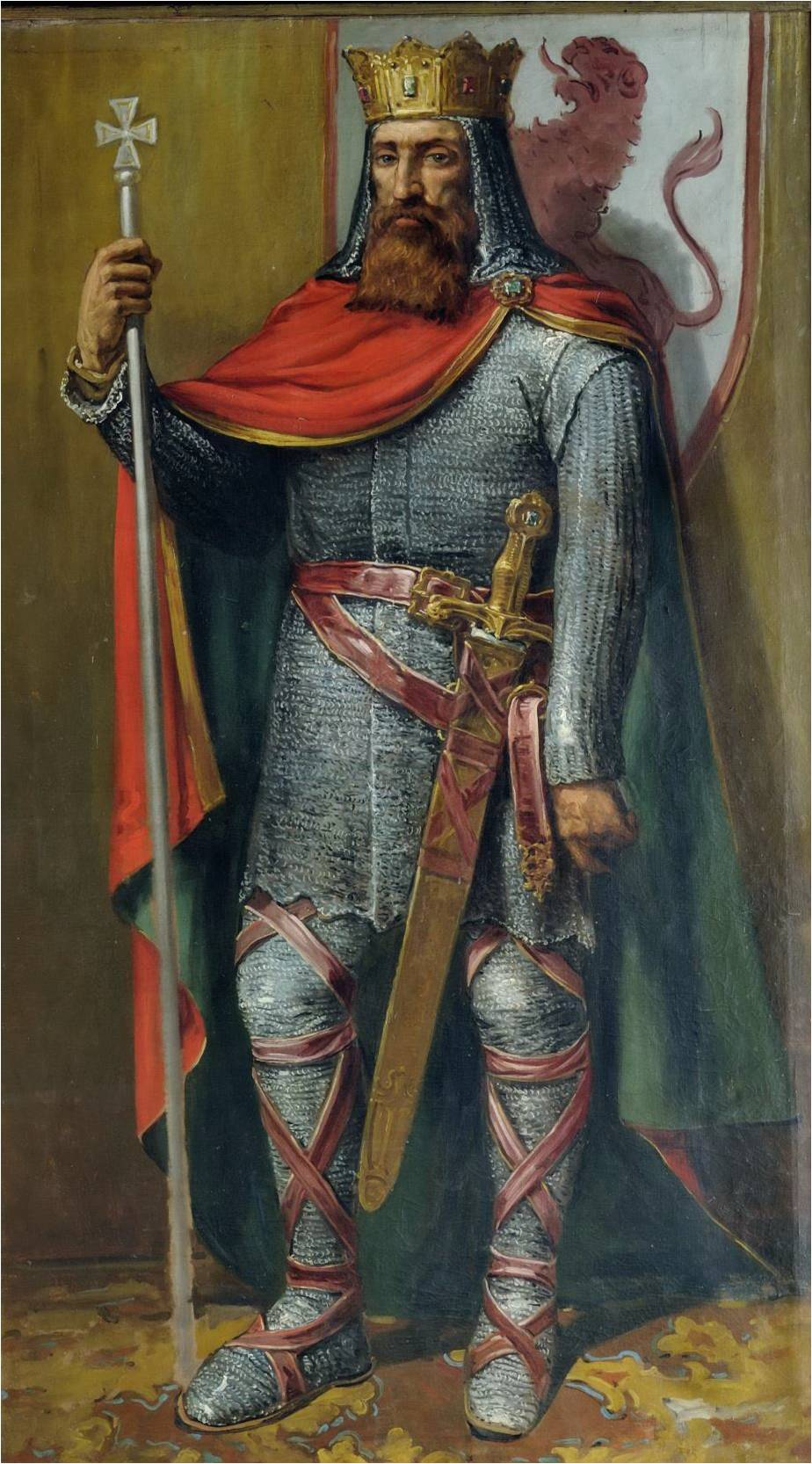
Бермудо II Подагрик 984-999 Король Леона
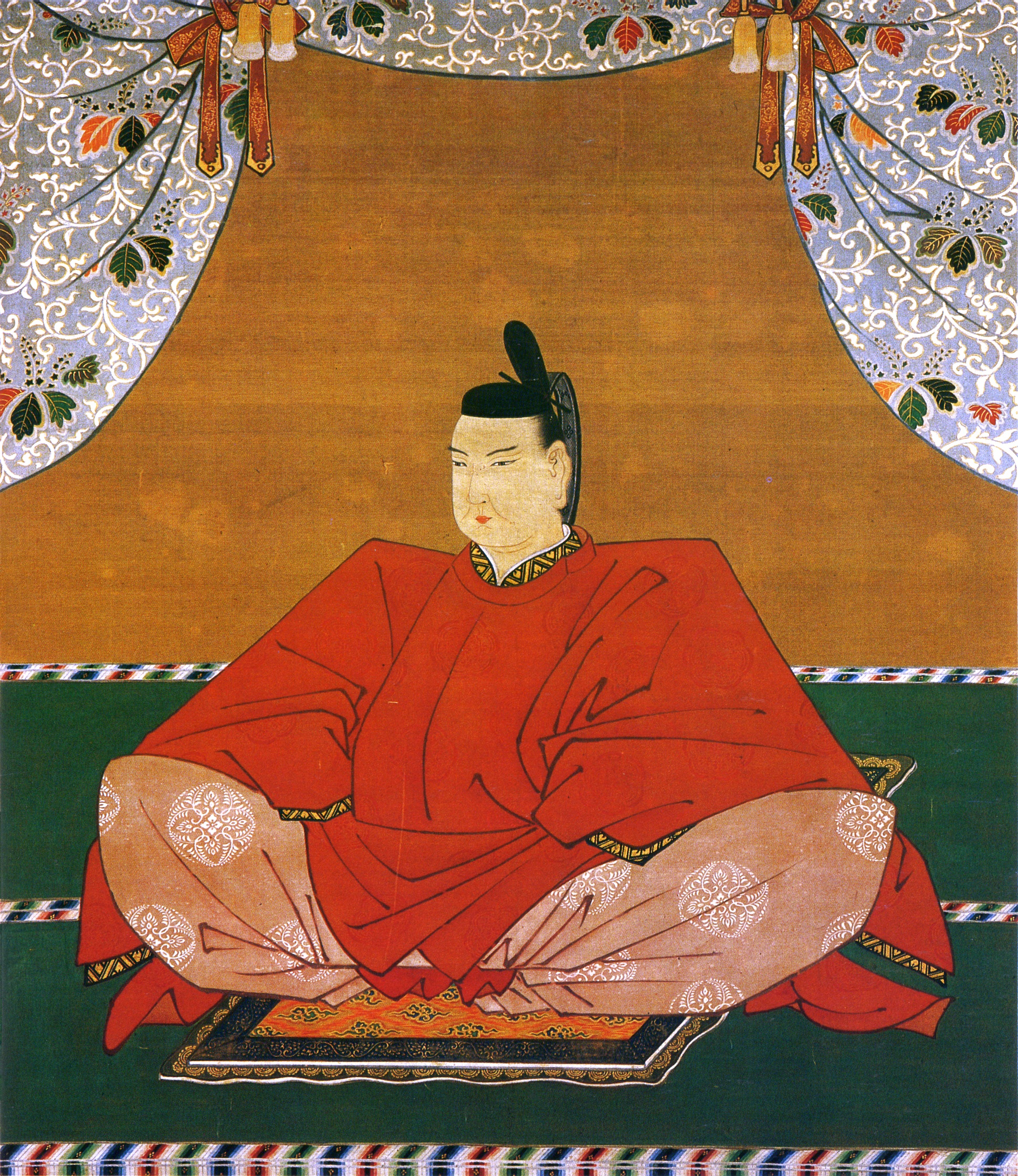
Итидзё 986-1011 Император Японии
Баграт III 978-1008 Царь Абхазии
Константин III 995-997 Король Шотландии
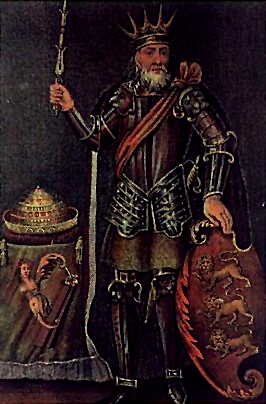
Бриан Бору 978-1014 Король Мунстера
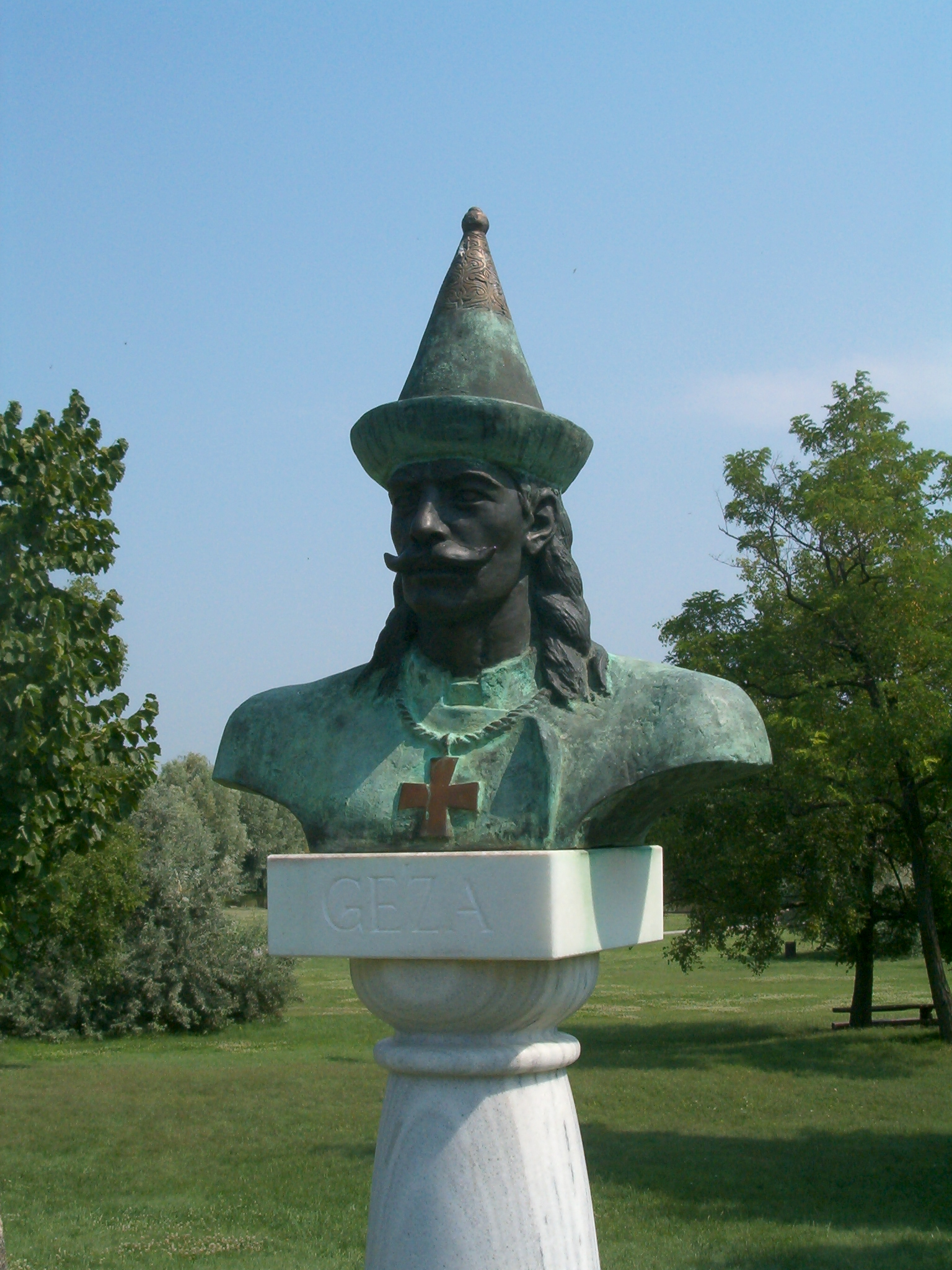
Геза 972-997 Князь Венгрии
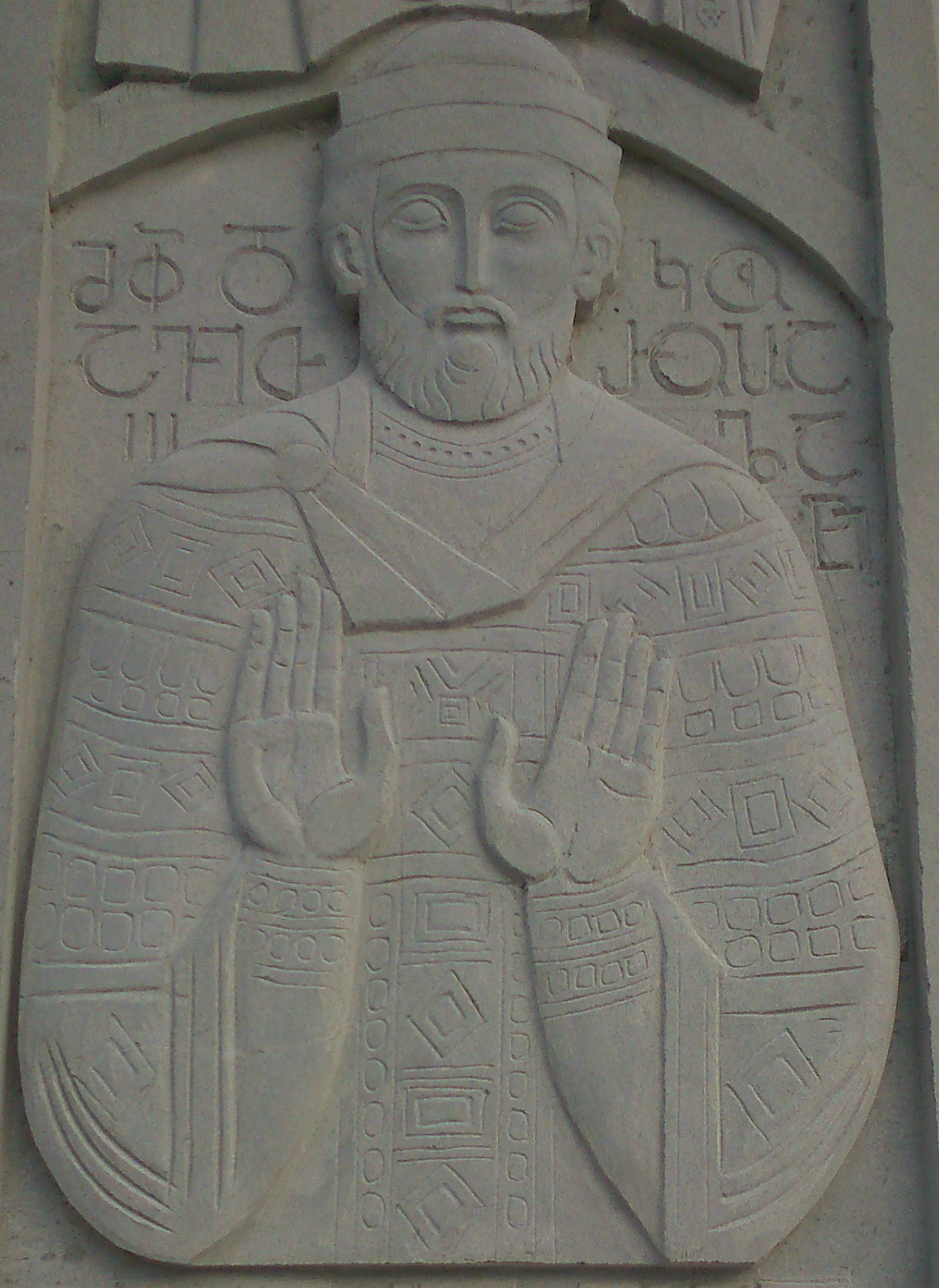
Давид III Великий 966-1000 Куропалат Тао-Кларджети
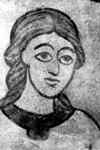
Болеслав II Благочестивый 967-999 Князь Чехии
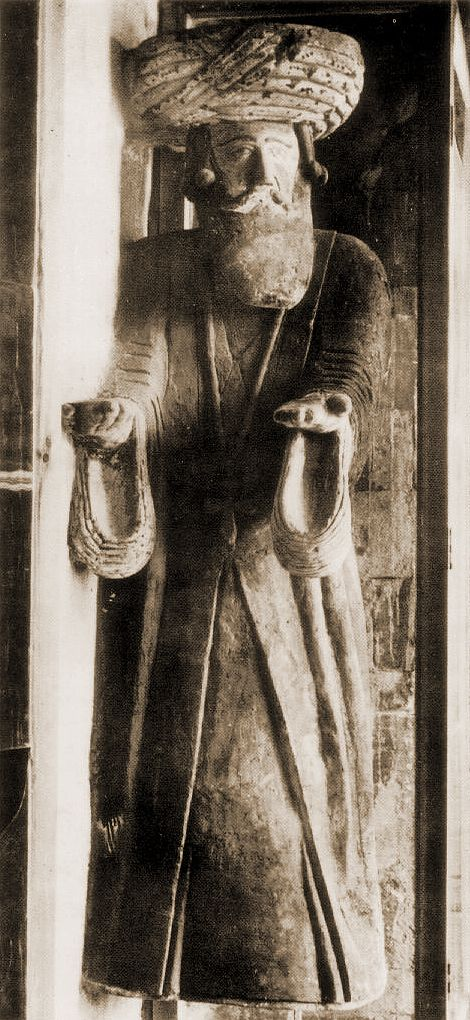
Гагик I 989-1020 Царь Армении
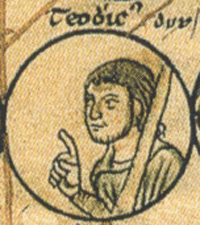
Тьерри I 978-1026 Герцог Верхней Лотарингии
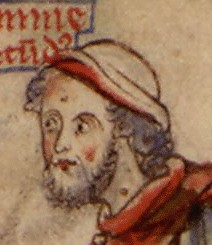
Ричард II Добрый 996-1026 Герцог Нормандии
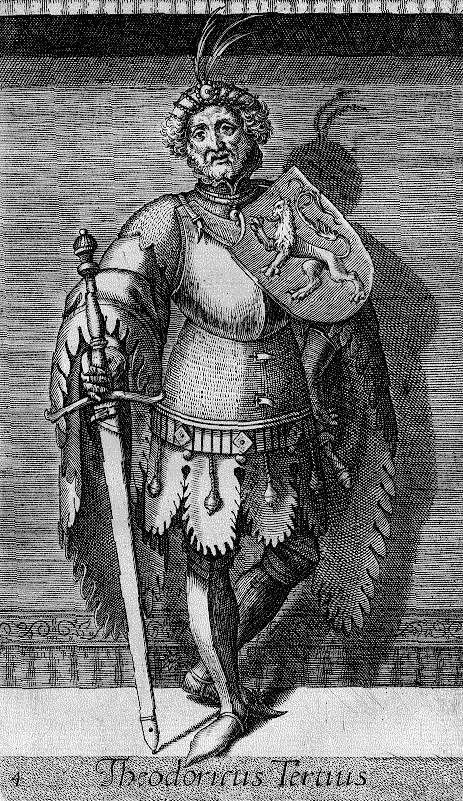
Дирк III 993-1039 Граф Голландии
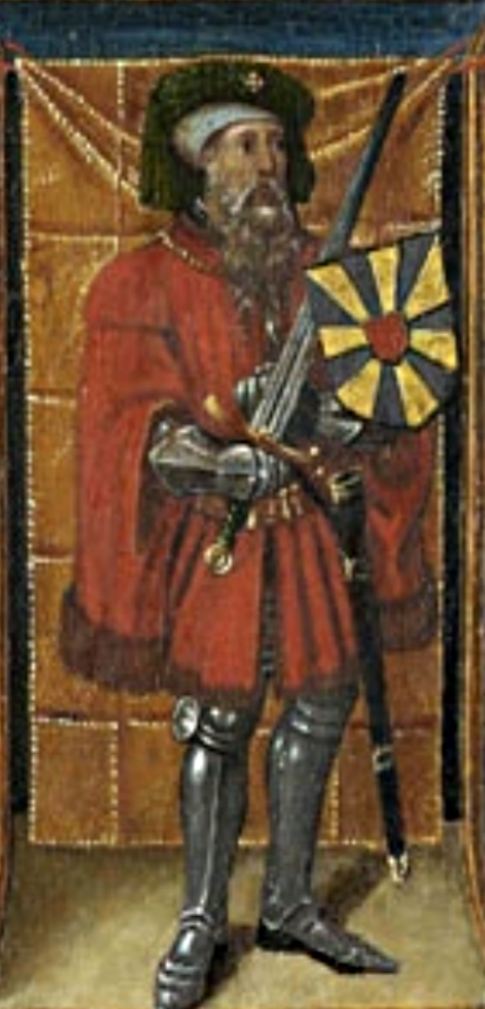
Бодуэн IV Бородатый 987-1035 Граф Фландрский
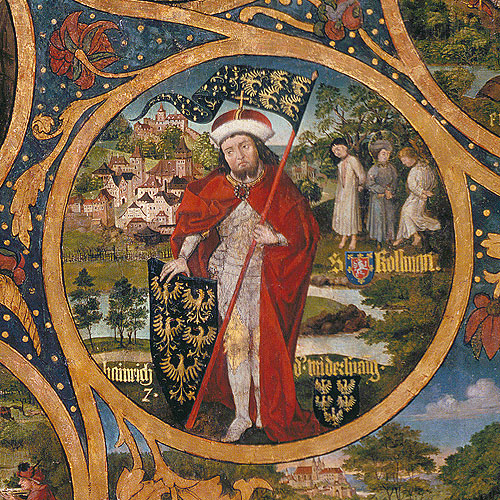
Генрих I 994-1018 Маркграф Австрии
Пьетро II Орсеоло 991-1009 Дож Венеции
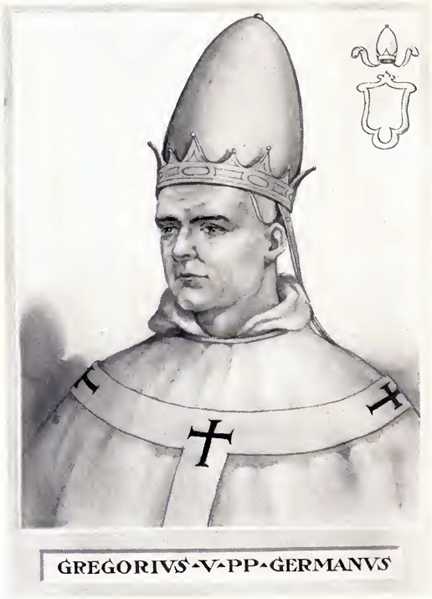
Григорий V 996-999 Папа римский